# گانگلیوزیدوز GM2
گانگلیوزیدوز GM2 (انگلیسی: GM2 gangliosidoses) نام یک گروه سه‌تایی از بیماری‌های ژنتیکی است که در اثر فقدان یا کمبود آنزیم «بتا-هگزوزآمینیداز» ایجاد می‌شود. این آنزیم تجزیهٔ گروهی از مشتقات اسیدهای چرب موسوم به گانگلیوزیدها را کاتالیز می‌کنند. این آنزیم در لیزوزوم‌های سلولی واقع شده‌است.

## انواع
- بیماری تی-سکس: شایع‌ترین نوع این بیماری است و تا قبل از ۴ سالگی منجر به مرگ می‌شود.
- بیماری سندهوف: همانند بیماری فوق، اتوزومال مغلوب است و از لحاظ بالینی قابل تشخیص از بیماری تی-سکس نیست و در اثر جهش در ژن «HEXB» ایجاد می‌شود.
- نوع AB از گانگلیوزیدوز GM2: اتوزومال مغلوب است و در اثر جهش در ژن «GM2A» ایجاد می‌شود.